# دانيال شميد (متزلج جماعي)
دانيال شميد هو متزلج جماعي سويسري، ولد في 22 يناير 1976.

## وصلات خارجية
- دانييل شميد على موقع IBSF (الإنجليزية)